# ASCOD

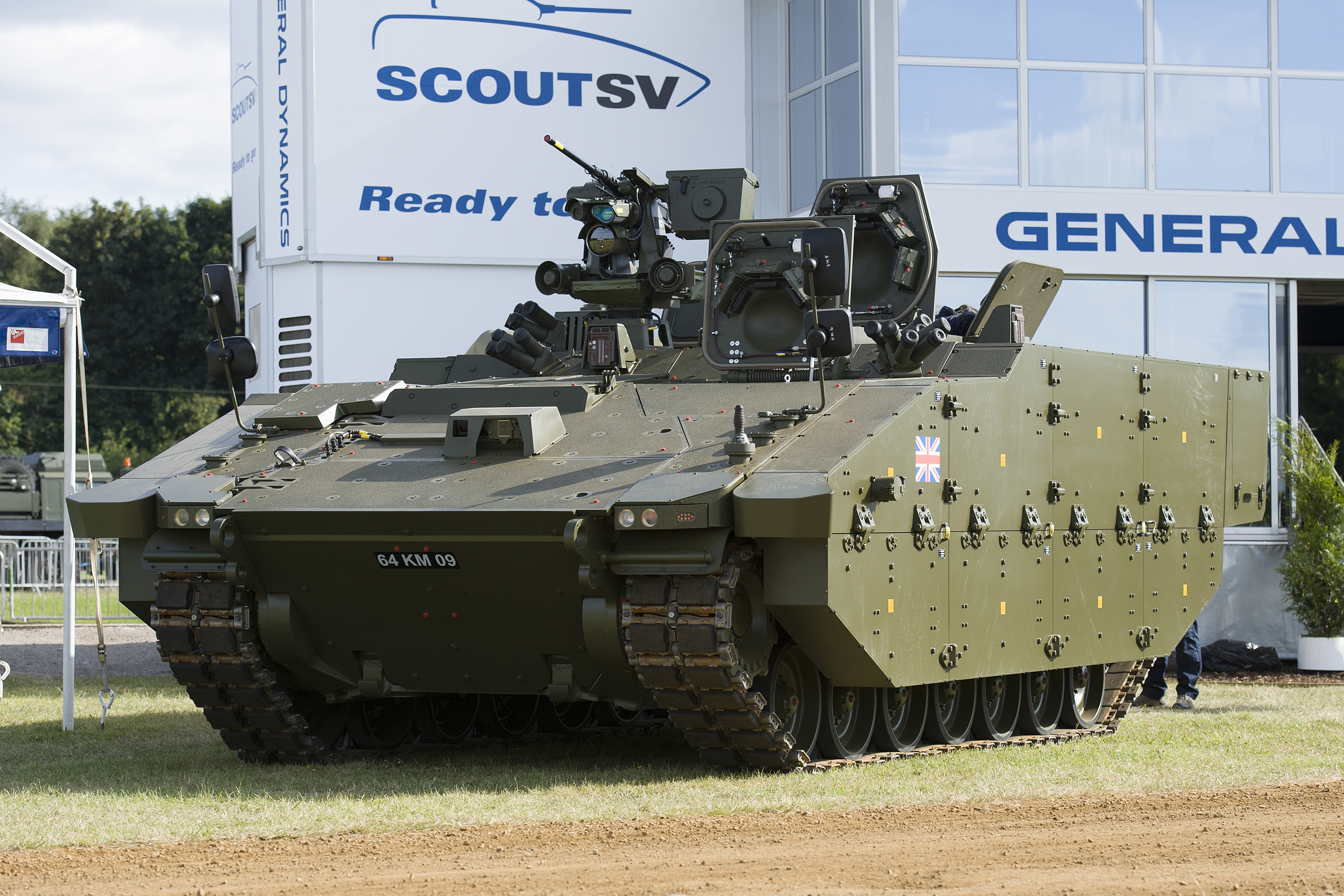
Предсерийный вариант универсальной гусеничной платформы Ajax (Scout SV), боевая масса — 38 т с потенциалом её увеличения до 42 т

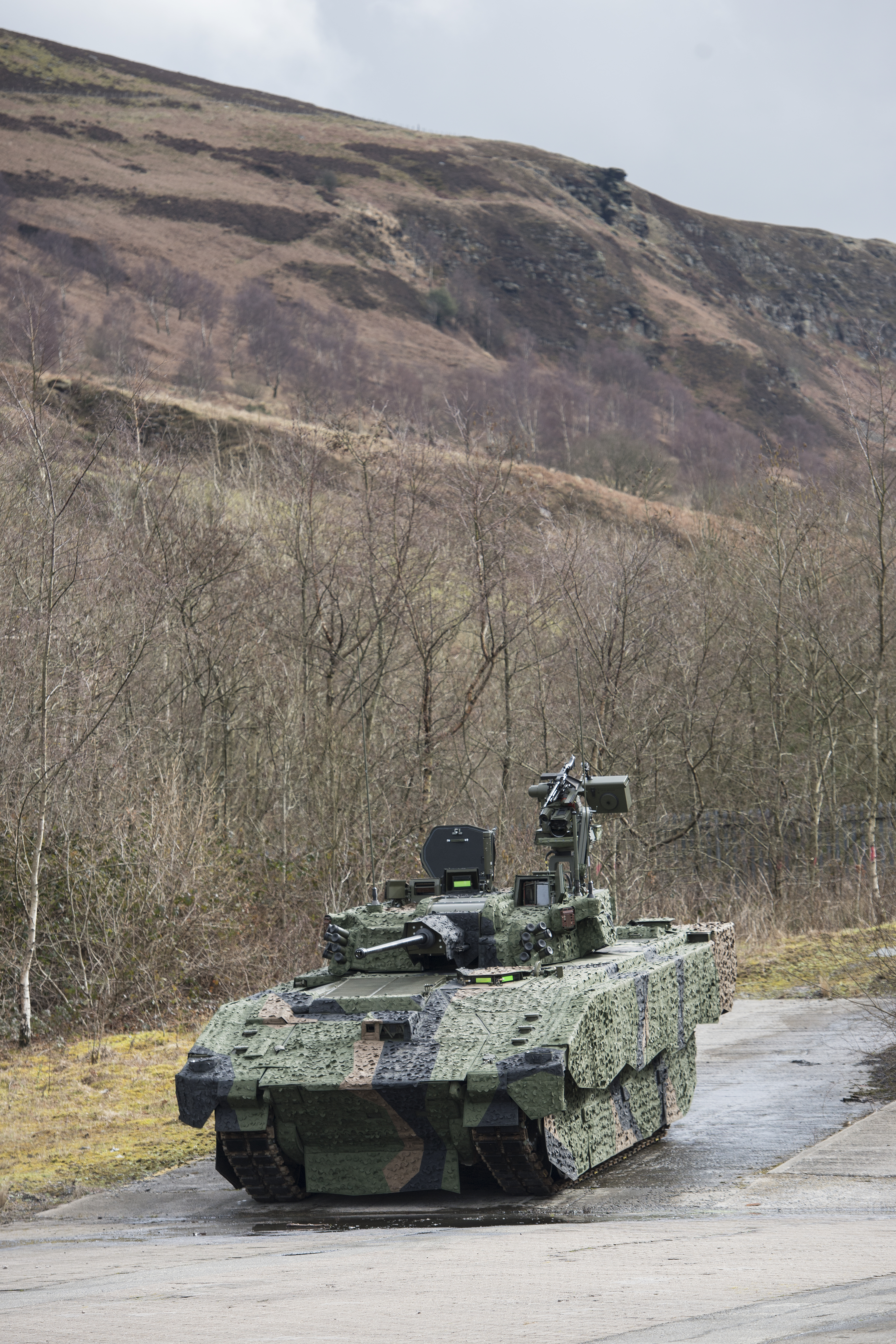
«Аякс» в варианте БРМ с двухместной башней, основное вооружение — 40-мм пушка CT40. Повышенное внимание маскировке машины

ASCOD (англ. Austrian Spanish Cooperative Development) — боевая машина пехоты (БМП), стоящая на вооружении сухопутных войск Австрии и Испании.
БМП создана совместно австрийской фирмой «Штайер-Даймлер-Пух» (Steyr-Daimler-Puch Spezialfahrzeug AG) и испанской «Санта-Барбара» (Santa Bárbara Sistemas). Разработка машины начата в 1988 году. Два прототипа машины переданы на испытания в 1990 г. С 2003 года обе фирмы принадлежат базирующемуся в Вене европейскому отделению General Dynamics European Land Combat Systems корпорации General Dynamics. Австрийское обозначение машины KSPz-90. Поставки БМП «Улан» для сухопутных войск Австрии производились в период 2001—2005 годов, всего поставлено 112 БМП. В 1996 году Испания заказала 144 БМП, дав ей собственное имя «Писарро» (Vehículo de Combate de Infantería «Pizarro») в честь знаменитого испанского конкистадора. В 2004 году министерство обороны Испании выдало контракт на изготовление дополнительной партии из 212 БМП «Писарро».

## Общая компоновка

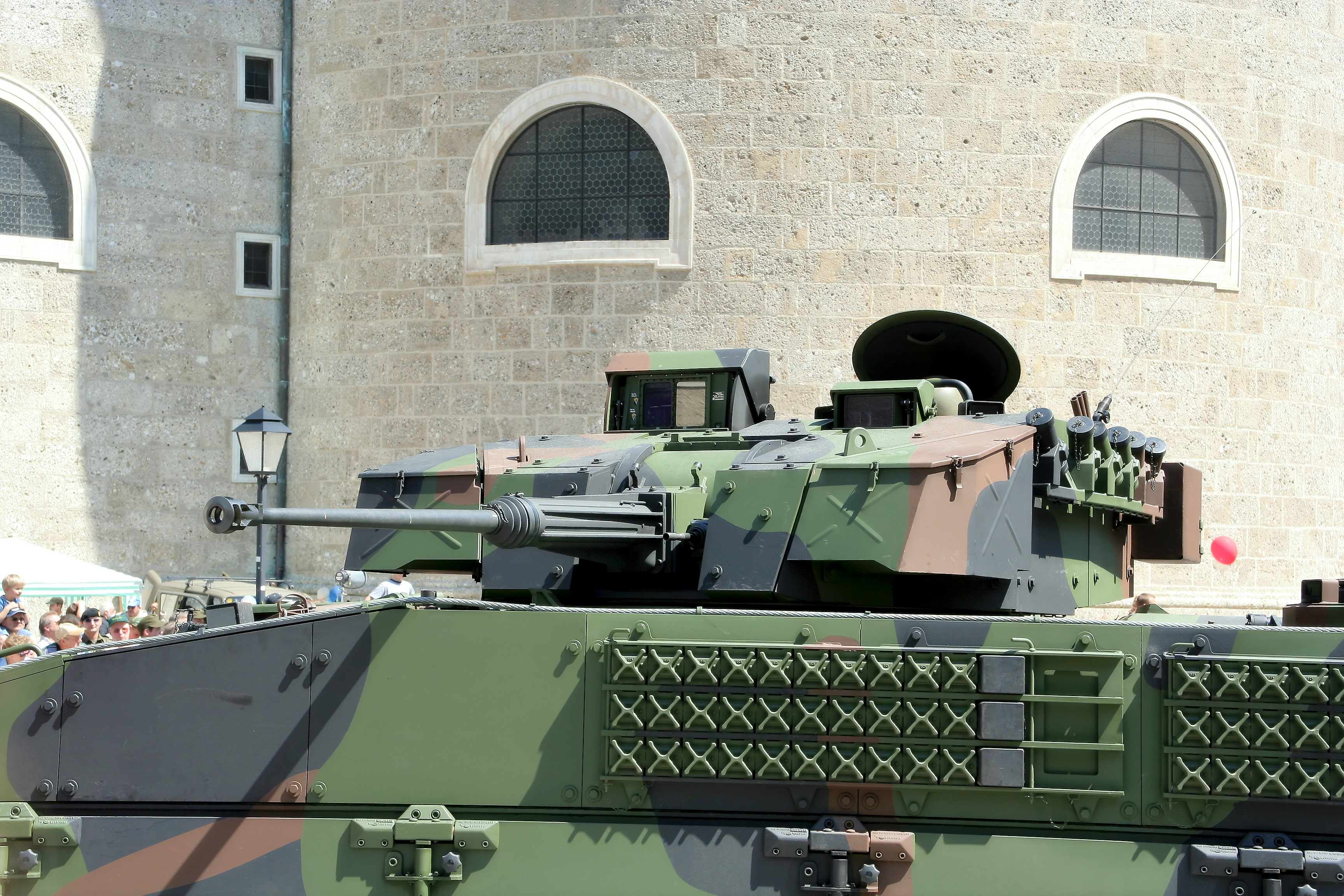
Башня БМП «Улан» с 30-мм пушкой. По верхнему борту бронекорпуса - десантное отделение, установлены навесные панели конструктивной брони, только на БМП «Улан».
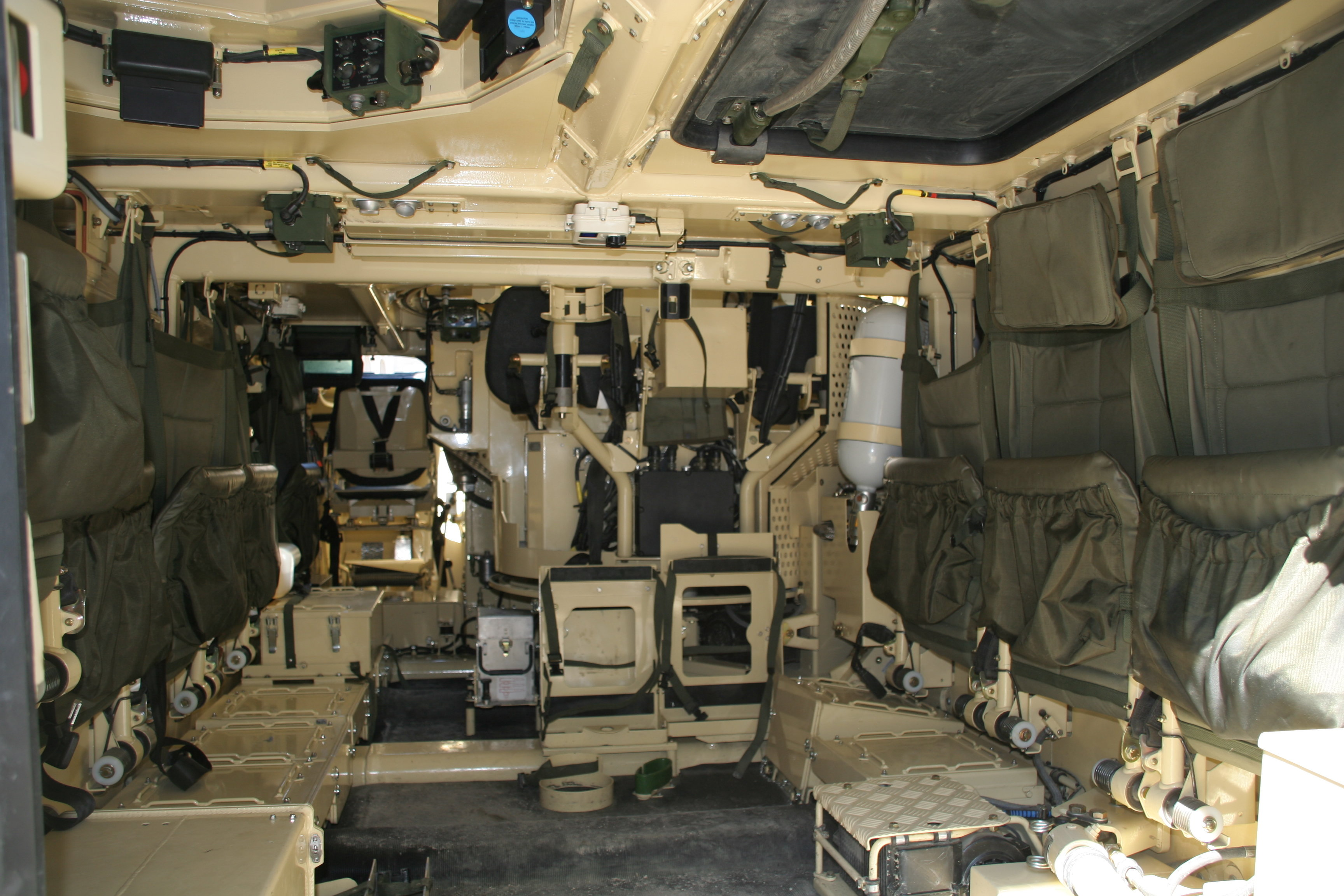
Отделение десанта. По бортам отделения, над откидными сиденьями, заметно размещение противоосколочных подбоев.

Компоновка БМП классическая — двигатель и трансмиссия находятся в передней части бронекорпуса, справа; место механика-водителя — впереди слева. Десантное отделение расположено в кормовой части машины. Экипаж БМП включает: командира машины, механика-водителя и наводчика. Посадка и высадка десантников осуществляется через кормовую дверь и люк в крыше отделения. Дверь открывается при помощи гидропривода к правому борту. На крыше отделения имеется башенка для командира десанта, оборудованная по периметру наблюдательными приборами и имеющая свой люк. В кормовой двери имеется смотровой блок и шаровая амбразура под ним для ведения огня из личного оружия.
БМП оснащена двухместной башней SP-30, вооружённой стабилизированной в двух плоскостях 30-мм автоматической пушкой «Маузер» МК 30-2. Высота линии огня — 2,090 м. Башня смещена относительно продольной оси машины к правому борту, в левой части крыши корпуса находятся люки механика-водителя и десантного отделения, крышки которых откидываются назад-влево. В башне место командира БМП — слева, место наводчика — справа. Привод башни — электромеханический.

## Бронирование
Бронекорпус и башня машины сварные, собраны из стальных бронелистов. Бронирование верхних бортов корпуса, бортов башни и лобовой проекции башни выполнено по разнесенной схеме. Австрийский вариант БМП характеризуется большей на 4 т массой, связанной с более высокими требованиями по бронезащите машины. В базовом варианте бронирования, при боевой массе машины 25,2 т, обеспечивается в переднем секторе обстрела 60 град. защита от 30-мм бронебойного подкалиберного снаряда (БПС) типа APDS и от бронебойно-зажигательной пули 14,5-мм пулемета КПВ на дистанции до 500 м. При необходимости на корпус и башню может быть установлена дополнительная (навесная) бронезащита MEXAS германской фирмы IBD, обеспечивающая защиту в переднем секторе обстрела 60 град. от 30-мм оперённых подкалиберных снарядов.
Для БМП «Писарро» разработан комплект динамической защиты SABBLIR (SAnta Barbara BLIndaje Reactivo), нашедший, однако, ограниченное применение. По данным 2002 года, боевая масса БМП «Писарро» с комплектом навесной брони составляет 26,3 т. При установке навесной защиты модули на лобовой поверхности башни имеют характерную клинообразную форму.
По данным австрийского производителя, по состоянию на 2010 год при боевой массе БМП «Улан» 31 т обеспечивается защита лобовой проекции от 30-мм снарядов БОПТС на дистанции 500 м, то есть выполнено стандартизованное в НАТО требование: Уровень 6 STANAG 4569, также защита машины кругом от 14,5-мм бронебойно-зажигательной пули на дистанции до 500 м.

## Приборы наблюдения
В распоряжении наводчика находится комбинированный прицельный комплекс Kollsman DNRS (Day Night Range Sight) с дневным и тепловизионным каналами, а также лазерным дальномером. Изображения от прицельного комплекса Kollsman DNRS отображаются на дисплее командира.

## Вооружение
Пушка МК 30-2 выполнена под стандартный патрон НАТО 30×173 мм. Подача патронов к пушке двухсторонняя из двух патронных ящиков, позволяет при помощи селектора выбирать для стрельбы патроны со снарядом типа БОПС или с осколочным. Режимы стрельбы следующие: одиночный, очередью по 3-5 или 10 выстрелов. В патронном ящике находится 200 готовых к стрельбе 30-мм патронов, ещё 202 патрона размещены в боеукладке. Эффективная дальность стрельбы из пушки МК 30-2 составляет 2500 м. С пушкой спарен 7,62-мм пулемёт FN MAG с боекомлектом из 700 готовых для стрельбы патронов. Цифровая СУО позволяет управлять стрельбой из пушки пятью различными типами 30-мм патронов и из пулемета FN-MAG.

## Варианты и производные

### Pizarro
Вариант, производимый испанской компанией Santa Bárbara Sistemas. Имеет массу производных:
- VCI/C — боевая машина пехоты. Базовый вариант.
- VCPC — командно-штабная машина.
- VCOAV — боевая разведывательная машина.
- VCREC — ремонтно-эвакуационная машина.
- VCZ — инженерная машина.
- LT-105 — лёгкий танк со 105-мм пушкой[7]
- Donar — средняя 155-мм САУ с пушкой от PzH 2000.[8].

### Ulan
Австрийский вариант производства Steyr-Daimler-Puch. Включает в себя СУО производства компании Kollsman и мощный двигатель 710 л. с.

### Ajax
В марте 2010 года ASCOD 2 был выбран британским министерством обороны в качестве единой гусеничной платформы (англ. common base platform for the Scout Specialist Vehicle) «Аякс» (Ajax) для создания на её базе семейства машин различного назначения. Эти транспортные средства являются унифицированной заменой семейства CVR(T), на базе которой создан ряд боевой и обслуживающей техники, стоящей на вооружении британской армии: FV107 Scimitar (БРМ), FV103 Spartan (бронетранспортёр) и FV106 Samson (БРЭМ).
Recce Block 2 будет включать в себя санитарную, инженерно-разведывательную и командно-штабную машины.
В рамках программы «Аякс» планируется внести в базовую конструкцию ASCOD 2 следующие изменения:
- Новая двухместная бронебашня T40M компании Nexter Systems, вооружённая 40-мм пушкой CT40[нем.] с телескопическими боеприпасами 40×255 мм[12]. Дульная энергия CT40 500 кДж[13].
- Базовая противоснарядная (от малокалиберных снарядов) броня бронекорпуса, а также противоминная защита с возможностью их дополнительного усиления.
- Модернизированное шасси с торсионной подвеской и гидравлическими амортизаторами.
- Улучшенная трансмиссия, дизельный двигатель MTU V8 199 (805 л. с.) с полностью автоматической коробкой передач Renk 256B.

Нормальная боевая масса универсальной платформы Аякс составляет 34 тонны.
Программа «Аякс» включает в себя шесть разновидностей, носящих имена персонажей древнегреческой мифологии:
- Ajax — Боевая разведывательная машина;
- Ares — бронетранспортёр для сопровождения техники со специальным оборудованием;
- Athena — командно-штабная машина;
- Argus — инженерная разведывательная машина;
- Apollo — ремонтная машина;
- Atlas — эвакуационная машина.

Вместо единой БРЭМ проект подразумевает использование отдельных ремонтной Apollo и эвакуационной машин Atlas. Первая должна нести набор инструментов для обслуживания повреждённой техники, а вторая получит кран, системы вытаскивания и буксировки, а также иное оборудование для работы с повреждённой техникой на поле боя.
В июне 2021 года стало известно, что бронемашины Ajax, заказанные Министерством обороны Великобритании для британской армии и обошедшиеся бюджету в 3,5 млрд £, не могут двигаться со скоростью выше 32 км/ч без угрозы для здоровья экипажа и ущерба для выполнения боевых задач. Об этом говорится в закрытом докладе министерства, с содержанием которого удалось ознакомиться The Daily Telegraph.

## На вооружении
Современные:
- Австрия — 112 Schützenpanzer Ulan по состоянию на 2024[16]. Приняты на вооружение в 2001 году, собирались фирмой Steyr. В 2023 году была заказана модернизация оптики и электроники башни всех наличных БМП общей стоимостью 370 млн. евро, подрядчиком выбрана General Dynamics European Land Systems.
- Великобритания — 59 Ajax, 67 Ares, 16 Argus, 21 Apollo и 19 Atlas в тестовой эксплуатации по состоянию на 2024 год[17]. 589 Ajax было заказано в 2014[18].
- Испания — 204 Pizarro, 21 Pizarro VCPC и 36 Pizarro VCZ по состоянию на 2024 год[19]. Приняты на вооружение в 1996 году, всего заказано 356 машин различных модификаций, из них армией принято 264, производившихся между 1996 и 2015 годами. В декабре 2023 объявлено о закупке 394 ASCOD VAC для замены списываемых M113.
- США — в 2024 году армией США получена первая партия самоходных орудий M10 Booker на базе Griffin 2 (американский вариант ASCOD 2). Всего заказано 96 единиц, планируется закупить более 500.
- Филиппины — в 2024 году получена первая партия из 11 лёгких танков Sabrah и КШМ Sabrah CPV. Всего заказано 20 единиц, из них 18 танков, 1 КШМ и 1 БРЭМ, заказ выполняется General Dynamics European Land Systems совместно с Elbit Systems.

Будущие:
- Латвия — в 2025 году заказано 42 БМП ASCOD 2 для замены БТР семейства CVR(T) общей стоимость 373 млн евро.